# 赫恩兰
赫恩兰（德語：Höhenland）是德国勃兰登堡州的市镇，隶属于梅尔基施-奥得兰县，总面积为53.94平方千米，截至2023年12月31日总人口为1,081人。